# 동일본 여객철도 E993계 전동차

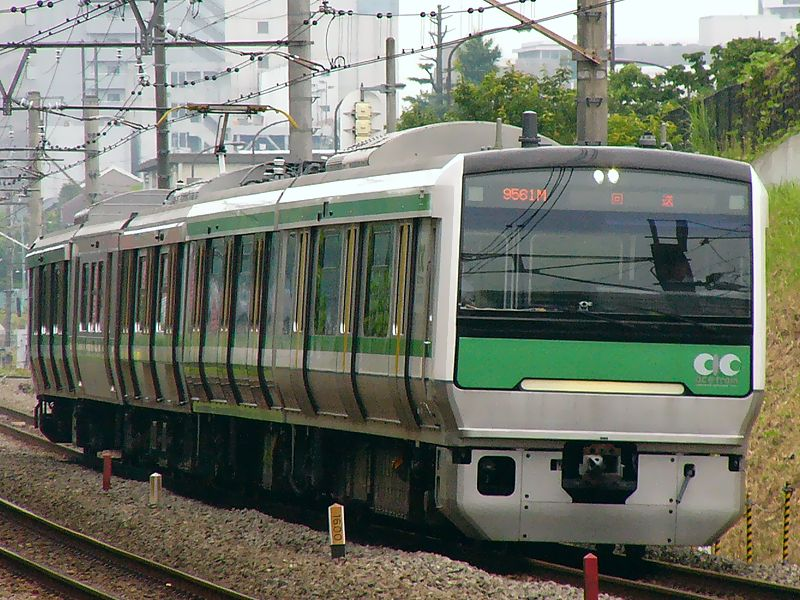
니시코쿠분지역(츄오선 홈)을 통과하는 E993계 전동차(2004년 6월 24일 촬영)

JR 동일본 E993계 전동차(일본어: JR東日本E993系電車)는 동일본 여객철도(JR 동일본)가 차세대 통근용 차량 개발에 사용될 기술개발을 위해 제작한 시험용 전동차다.
2002년 1월에 5량 편성 1편성이 제조되었다.
AC트레인이라는 애칭이 있다. AC는 Advanced Commuter를 의미한다. 차량의 디자인은 GK공업 디자인이 담당했다. 이 계열은 시험용 차량이기 때문에, 동일한 편성 내에 내장·외장·차체 구조(공법, 재질) 등에 다양한 변종을 가지고 있었다.

## 개요
원래는 야마노테 선에 투입하는 차량에 기술을 도입하기 위한 연구였지만, 2002년~2004년의 E231계 500번대 차량 도입에 수반하여 츄오 쾌속선이나 사이쿄 선에 투입하는 차량을 고려한 개발로 변화해갔다. 시험 차량이라는 명목상 이 차량이 그대로 영업에 투입되는 것은 아니다.
사이쿄·카와고에 선의 카와고에 전차구(현 카와고에 차량 센터)를 중심으로, 시험운행이 수시로 사이쿄 선이나 츄오 본선에서 행해져 철도 팬의 집중 타겟이 되었다. 2002년 9월에는 일반공개시험도 행해져 팬 뿐만 아니라 일반 이용자에게도 큰 기대를 받았던 차량이기도 했다. 또, 철도 이벤트에도 몇차례 전시되었다.

## 편성과 특징
편성은 쿠하 E993형+사하E993형+모하E993형+모하E992형+쿠하E992형의 5량으로 구성되며 참신한 기구가 다수 포함되어 있었다.
승객용 문은, 사하 E993형 이외에는 모두 객실공간의 확대를 노린 외측 플러그 도어를 채용했다. 또 JR의 재래선용 전동차로서는 용례가 적은 연접대차를 채용하였으며, DDM(Direct Drive Motor：직접 구동식 모터)를 채용하여 점검의 간소화와 소음 감소 효과를 도모했다. 중간차 일부에는 특급 타입의 내장(內裝)이 적용되었으며, PC용 전원이나 모니터 화면이 설치되어 있었다. 차체에는 JR 동일본의 사색(社色)인 진한 초록색 띠가 문 부분에도 붙여져 있었다.
운전실은 쿠하 E992형이 일반적인 높이의 운전대, 쿠하 E993형은 높은 운전대 구조로 되어 있어며, 쿠하 E992형에서는 글래스 콕핏을 도입했다. 전면의 행선지 표시기에는 풀컬러 LED식을 채용했다. 그 외에 ATS-P 차상장치에서는 선두부의 제어장치가 고장나도 최후부의 장치로 운전이 가능하도록 백업 기능을 도입했다.
좌석은 사하 E993형을 제외하면 모두 롱 시트이다. 시각장애인을 위한 배려로서 일부 문에는 도어 개폐등을 설치하거나 유니버설 디자인으로서 일부 좌석의 색을 검은색으로 하고 문 부근에 노란 페인트를 칠해 눈에 띄게 하고 있었다.
또, 일부 차량에서는 문의 개폐 제어를 할 수 없게 되었을 때 인접한 제어장치를 사용하는 백업 기능을 도입하고 있었다.

## 성과의 반영
2004년 이후에 제조된 차량부터 이 차량의 시험결과를 일부 반영한 차량이 등장하고 있다.
고즈 차량센터와 오야마 차량센터 전용으로 투입된 E231계 근교형에는 글래스 콕핏·도어 개폐등·도어 제어 백업 기능이 반영되었다. 그리고 2005년 7월 9일부터 죠반선에서 영업 운전을 개시한 E531계에는, 좌석의 형상 변경이나 배리어 프리 대책에 의한 차내 도어 등의 시인성 향상도 반영되었다. 게다가 2006년 10월에 완성되어 12월 26일부터 츄오 쾌속선에서 영업운전을 개시한 E233계는, 앞서 서술의 부분은 물론, 풀컬러 LED 표시기도 반영되었다.

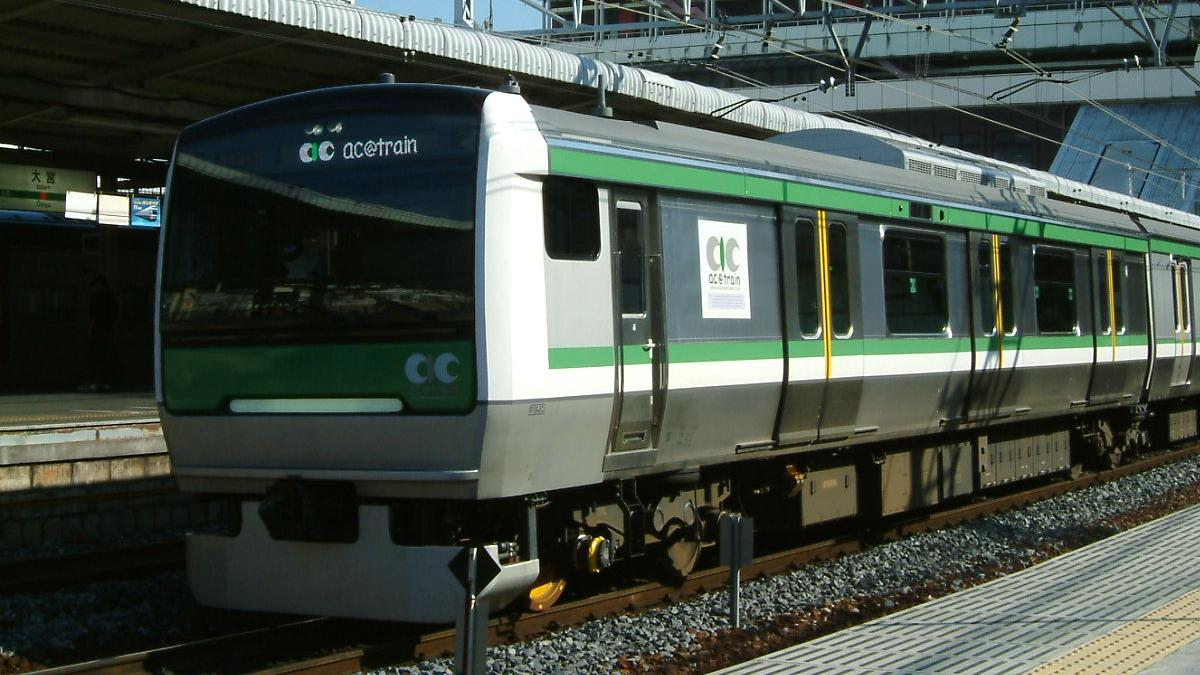
쿠하 E993-1
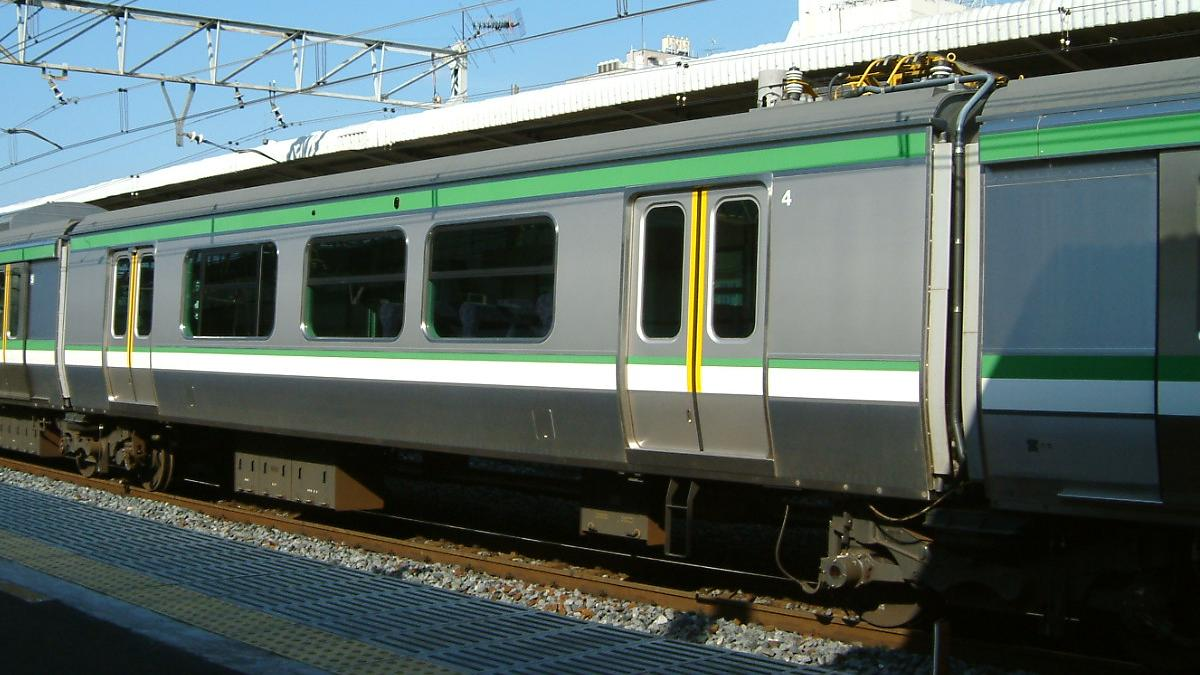
사하 E993-1
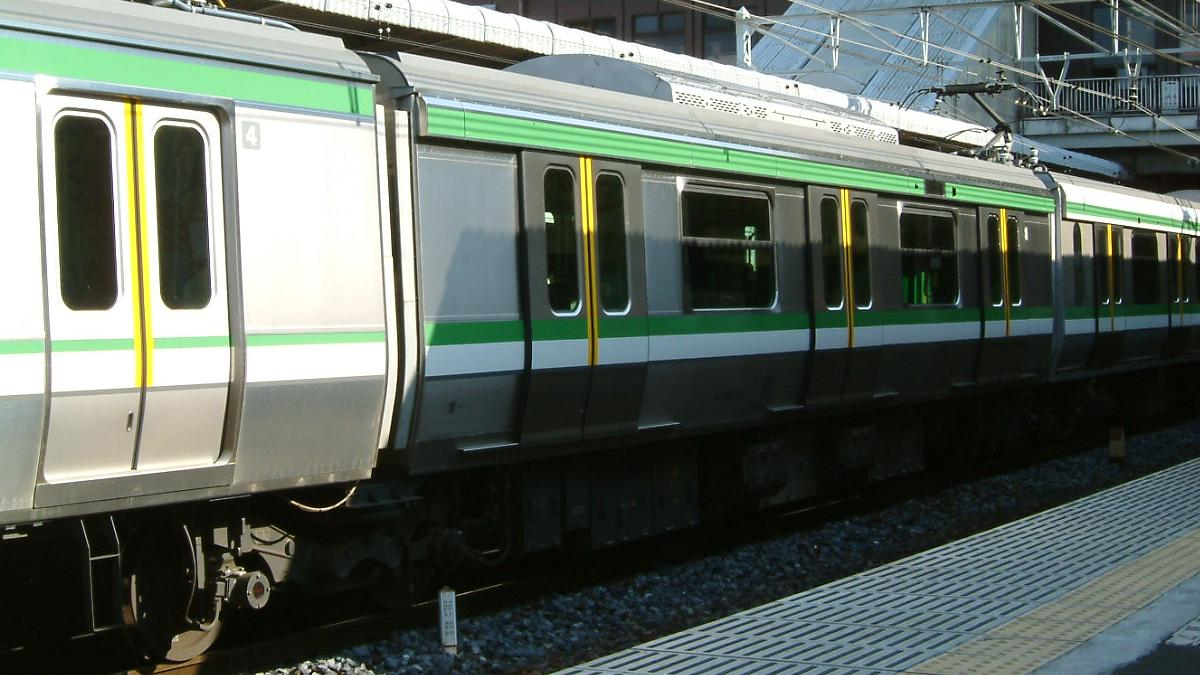
모하 E993-1
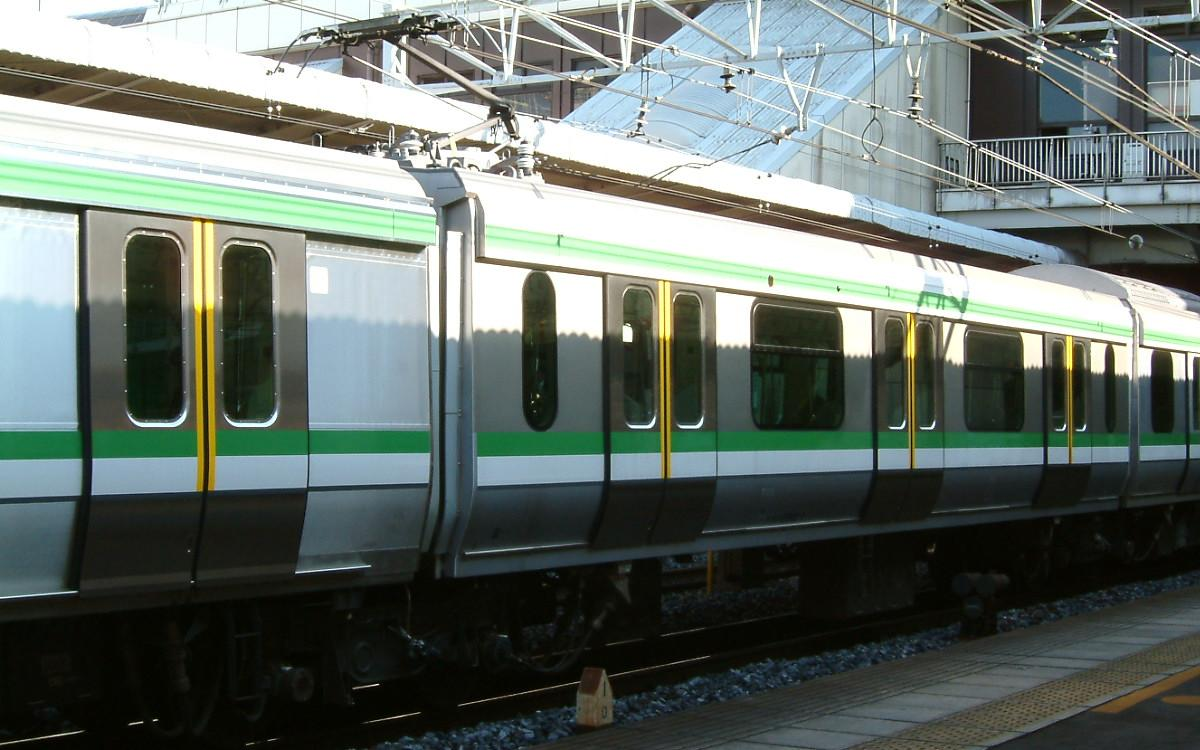
모하 E992-1
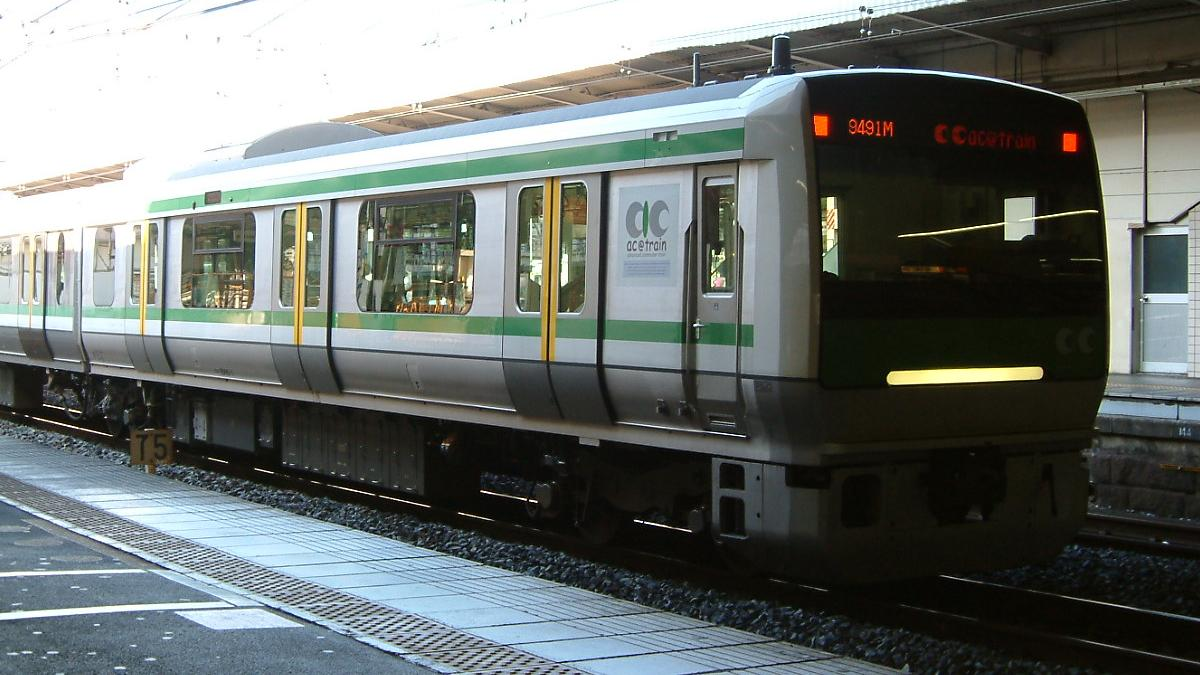
쿠하 E992-1
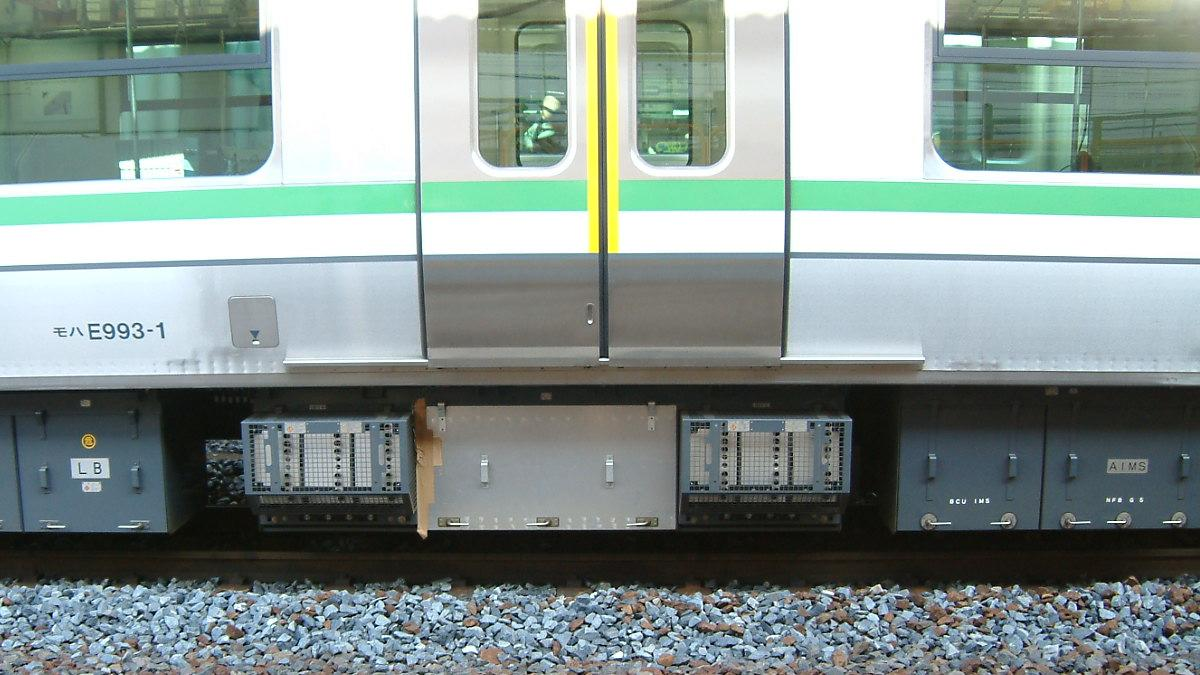
모하 E993-1의 VVVF장치

## 폐차
2006년 7월 12일~13일에 카와고에 차량센터에서 코오리야마 종합 차량센터로 폐차 회송되었다. 그 후 같은 달 22일 마지막으로 일반공개 전시되었으며 동년 9월 하순에 해체되었다.

## 참고 문헌
- 철도 저널사 "철도 저널(일본어: 鉄道ジャーナル)" 2002년 5월호 No.427

## 같이 보기
- NE 트레인